# Salvia nemoralis
Salvia nemoralis là một loài thực vật có hoa trong họ Hoa môi. Loài này được Dusén ex Epling miêu tả khoa học đầu tiên năm 1935.